# British Home Championship 1909
British Home Championship 1909 – dwudziesta piąta edycją turnieju piłki nożnej między reprezentacjami z Wielkiej Brytanii. Tytułu broniły Anglia i Szkocja, jednak udało się to tylko tej pierwszej.

## Turniej
| 13 lutego 1909 | Anglia · Woodward · Hilsdon k' | 4 : 0 | Irlandia | Park Avenue, Bradford |
|                |                                |       |          |                       |

| 1 marca 1909 | Walia · Davies · Jones | 3 : 2 | Szkocja · Walker · Paul | Racecourse Ground, Wrexham |
|              |                        |       |                         |                            |

| 15 marca 1909 | Szkocja · McMenemy · MacFarlane · Thomson · Paul | 5 : 0 | Irlandia | Ibrox Park, Glasgow |
|               |                                                  |       |          |                     |

| 15 marca 1909 | Anglia · Holley · Freeman | 2 : 0 | Walia | City Ground, Nottingham |
|               |                           |       |       |                         |

| 20 marca 1909 | Irlandia · Lacey · Hunter | 2 : 3 | Walia · Jones · Wynn · Meredith | Solitude Ground, Belfast |
|               |                           |       |                                 |                          |

| 3 kwietnia 1909 | Anglia · Wall | 2 : 0 | Szkocja | The Crystal Palace, Londyn |
|                 |               |       |         |                            |

## Tabela
| Msc. | Zespół   | M | W | R | P | Pkt+ | Pkt- | Pkt |
| ---- | -------- | - | - | - | - | ---- | ---- | --- |
| 1    | Anglia   | 3 | 3 | 0 | 0 | 8    | 0    | 6   |
| 2    | Walia    | 3 | 2 | 0 | 1 | 6    | 6    | 4   |
| 3    | Szkocja  | 3 | 1 | 0 | 2 | 7    | 5    | 2   |
| 4    | Irlandia | 3 | 0 | 0 | 3 | 2    | 12   | 0   |

## Strzelcy
2 gole
- Vivian Woodward
- George Hilsdon
- William Davies
- Lot Jones
- Harold Paul
- Jimmy McMenemy
- George Wall

1 gol
- Bobby Walker
- Sandy MacFarlan
- Charlie Thomson
- George Holley
- Bert Freeman
- Bill Lacey
- Andy Hunter
- George Wynn
- Billy Meredith